# Thomas Elek
Thomas Elek, ou Tamás Elek (7 décembre 1924 - 21 février 1944) fut l'un des résistants fusillés au fort du Mont-Valérien pour avoir été soldat volontaire des FTP-MOI au sein du Groupe Manouchian-Boczov-Rayman  des FTP-MOI de la région parisienne. Son nom est l'un des dix qui figurent sur l'« Affiche rouge » placardée par les Allemands peu avant leur exécution. Sa photographie y est accompagnée de la mention : « ELEK Juif hongrois   8 déraillements ».

## Biographie

### Immigré en France (1924-1939)
Thomas Elek (Elek Tamás en hongrois) naît à Budapest en Hongrie le 7 décembre 1924. Ses parents, Sandor (ou Alexandre) et Hélène Hofmann, sont des intellectuels communistes. Alors que la mère est enceinte d'un second fils, Béla, la famille Elek, déjà agrandie d'une petite Marthe, émigrent en 1930, en France, pays dont ils révèrent la culture. Ils s'installent à Fontenay-sous-Bois. Thomas y est scolarisé à l'école Jules Ferry.
En 1933, ils partent à Paris, où sa mère, après divers petits métiers, devient restauratrice en 1934, prenant en gérance Le Fer à cheval, 42, rue de la Montagne-Sainte-Geneviève. Son restaurant devient un lieu de ralliement de l'immigration hongroise et des étudiants de la Sorbonne.

### La résistance étudiante (juin 1940-juillet 1942)
Thomas serait un élève brillant s'il avait la tête à ses études. Mais par ses parents et leurs amis réfugiés, il est parfaitement au courant de projet totalitaire et antisémite d'Adolf Hitler et de son avancement.
Il quitte sa classe de seconde au lycée Louis-le-Grand en juin 1941 après avoir manqué de tuer à mains nues un camarade de classe qui avait fustigé sa condition de « juif » et d'étranger. Il a seize ans et décide de s'engager dans l'action clandestine.
Il rejoint un groupe d'étudiants de la Sorbonne liés au Groupe du musée de l'Homme, confectionne et distribue des tracts, colle des « papillons » sur les murs. La rupture du Pacte germano-soviétique le 22 juin 1941 libère les militants mais aussi les sympathisants communistes des freins imposés par la direction du Parti aux velléités de résistance armée exprimée par la base.

### L'engagement dans la FTP-MOI (août 1942-août 1943)
Il commence la lutte avec son petit frère Béla (12 ans) à l'insu de leurs parents en réalisant et distribuant des tracts, et en collant la nuit des affichettes aux murs de la capitale.
 
En août 1942, sympathisant puis adhérent des Jeunesses communistes qu'il approche dans le restaurant de sa mère, il s'engage par l’intermédiaire de Joseph Clisci sous le pseudonyme de Tommy dans les rangs des Francs-tireurs et partisans - Main-d'œuvre immigrée (FTP-MOI) sous le matricule 10306, et commence la lutte armée. 
Sa première action d'éclat est un attentat qu'il commet de sa seule initiative, toujours aidé de son petit frère qui repère les lieux la veille. Le 9 novembre 1942, il confectionne une bombe, la cache dans l'exemplaire évidé du Capital dérobé à son père et la dépose sur un rayon de la librairie allemande Rive Gauche, 47, boulevard Saint-Michel qui est incendiée.
Le 29 mars 1943, en compagnie d'un jeune Tchèque de son âge, Pavel Simo, il attaque à la grenade un restaurant réservé aux officiers allemands à Asnières-sur-Seine. Pavel Simo est arrêté et sera fusillé le 22 mai au stand de tir de Balard. Le 1er juin 1943, attaquant à l'improviste, il jette deux grenades dans un groupe de 70 Allemands devant le métro Jaurès.
Son attitude courageuse lui vaut de monter en grade et il est nommé chef de groupe au sein du 4e détachement des FTP-MOI de la région parisienne, détachement dit « des dérailleurs » commandé par un ancien de la guerre d'Espagne, Joseph Boczov. Il participe à plusieurs déraillements, notamment la nuit du 28 juillet 1943, sur la ligne Paris-Château-Thierry. Ce déraillement aurait causé la mort de plusieurs centaines de soldats allemands. Le nombre d'actions qu'il aura accomplies, armées ou non, dépasse la centaine.

### Sur l'Affiche rouge (septembre 1943-février 1944)
Thomas Elek est trahi par la concierge qui a remis à la police les deux derniers messages qu'il lui avait confiés pour un de ses camarades, Wolf Wajsbrot, après que celui-ci eut été arrêté. Arrêté à son tour et torturé par les Brigades spéciales des Renseignements généraux comme ses camarades de combat en novembre 1943, il est livré aux Allemands et incarcéré à la prison de Fresnes. Tous les membres du groupe sont condamnés à mort le 18 février 1944 à l'issue d'un simulacre de procès, et (à l'exception d'Olga Bancic, guillotinée le 10 mai dans une prison de Stuttgart) fusillés trois jours plus tard au fort du Mont-Valérien,,,.
Au 19, rue au Maire, dans le 3e arrondissement de Paris, est apposée une plaque sur l'immeuble où Manouchian réunissait les jeunes résistants de la FTP-MOI.

## Mémoire
Le livre "L'Affiche rouge", du journaliste et écrivain Philippe Ganier-Raymond, paru le 5 mai 1975, quelques mois avant le film L'Affiche rouge de Franck Cassenti, rappelle en 250 pages l'action des combattants des FTP-MOI du Groupe Manouchian-Boczov-Rayman. Sur ses sept chapitres, un est consacré à Joseph Boczov, un autre à Missak Manouchian, un troisième à Thomas Elek et un autre à Marcel Rajman.
Le 21 février 2024, il est cité « Mort pour la France », ainsi que ses 23 autres camarades,  avec l'entrée de Missak et de Mélinée Manouchian lors de la cérémonie de panthéonisation en présence d'Emmanuel Macron, président de la République française. Une plaque portant son nom et ceux des 23 résistants du groupe Manouchian est apposée au Panthéon. Son portrait figure avec les autres camarades du groupe des FTP-MOI de l'Ile-de-France.

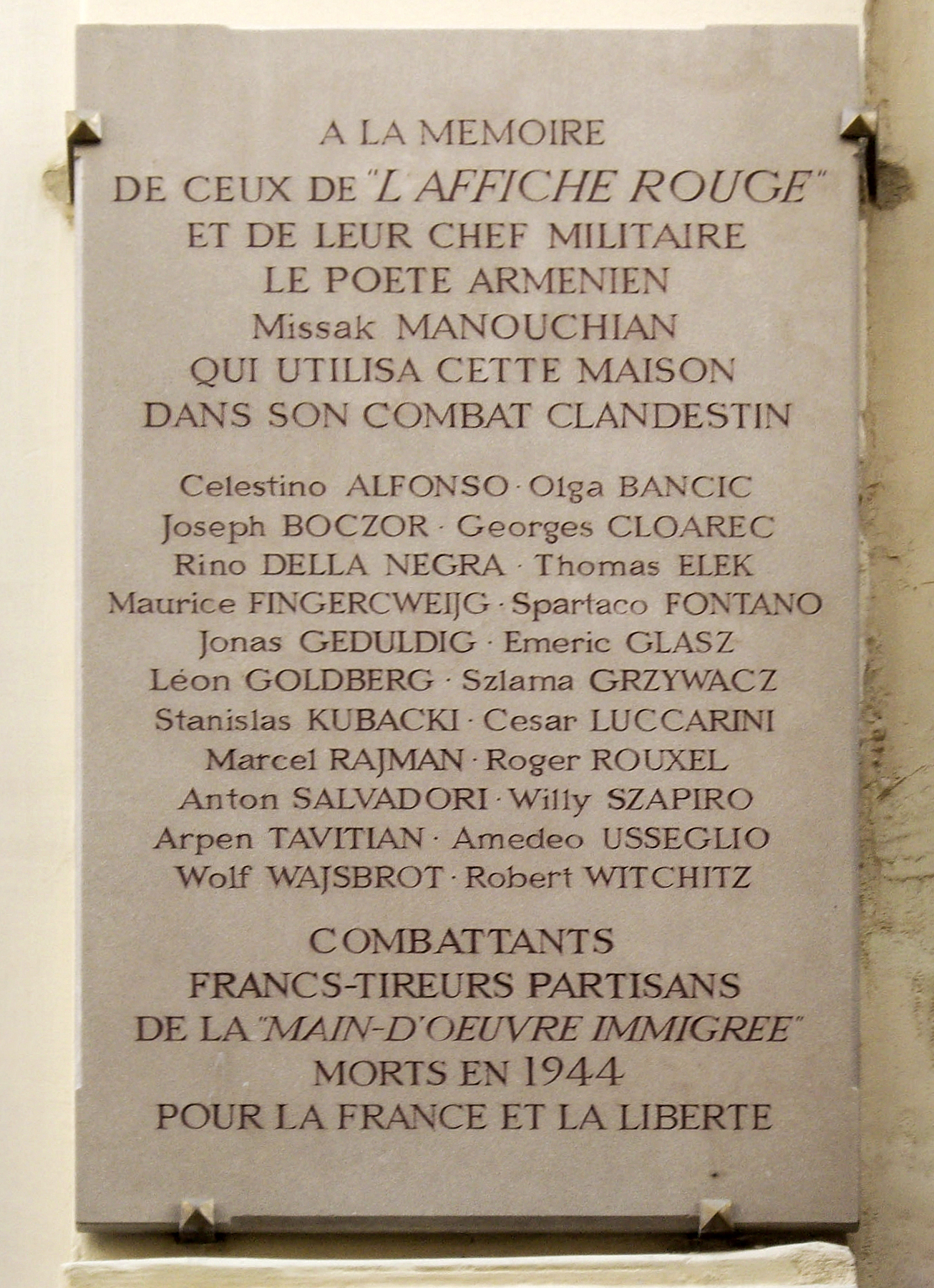
Plaque commémorative de la maison du 19, rue au Maire, Paris 3e

## Liste des membres du groupe Manouchian exécutés

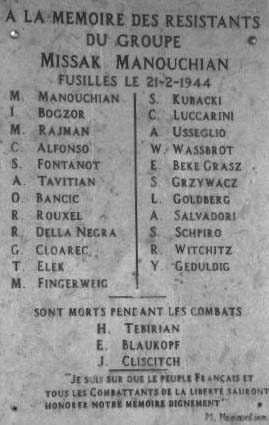
Mémorial de l'Affiche rouge à Valence.

La liste suivante des 23 membres du groupe Manouchian exécutés par les Allemands signale par la mention (AR) les dix membres que les Allemands ont fait figurer sur l'Affiche rouge :
- Celestino Alfonso (AR), Espagnol, 27 ans
- Olga Bancic, Roumaine, 32 ans (seule femme du groupe, guillotinée en Allemagne le 10 mai 1944)
- Joseph Boczov [Jószef Boczor; Wolf Ferenc] (AR), Hongrois, 38 ans - Ingénieur chimiste
- Georges Cloarec, Français, 20 ans
- Rino Della Negra, Italien, 19 ans
- Thomas Elek [Elek Tamás] (AR), Hongrois, 18 ans - Étudiant
- Maurice Fingercwejg (AR), Polonais, 19 ans
- Spartaco Fontanot (AR), Italien, 22 ans
- Jonas Geduldig, Polonais, 26 ans
- Emeric Glasz [Békés (Glass) Imre], Hongrois, 42 ans - Ouvrier métallurgiste
- Léon Goldberg, Polonais, 19 ans
- Szlama Grzywacz (AR), Polonais, 34 ans
- Stanislas Kubacki, Polonais, 36 ans
- Cesare Luccarini, Italien, 22 ans
- Missak Manouchian (AR), Arménien, 37 ans
- Armenak Arpen Tavitian, Arménien, 44 ans
- Marcel Rajman (AR), Polonais, 21 ans
- Roger Rouxel, Français, 18 ans
- Antoine Salvadori, Italien, 24 ans
- Willy Schapiro, Polonais, 29 ans
- Amedeo Usseglio, Italien, 32 ans
- Wolf Wajsbrot (AR), Polonais, 18 ans
- Robert Witchitz (AR), Français, 19 ans

## Décoration
- Médaille de la Résistance française, à titre posthume par le décret du 31 mars 1947[13].

## Célébration

### Timbre-poste
- En 1974 l'administration postale de la République populaire de Hongrie émet un timbre-poste, d'une valeur de trois forint, illustré, sur fond bleu-blanc-rouge, des effigies de trois hongrois « héros de la Résistance française » : Jószef Boczor, Imre Békés et Tamás Elek[14]

### Littérature
- Le Tombeau de Tommy (roman), Alain Blottière, Gallimard, 2009
- Thomas et son ombre (roman), Thomas Stern, Grasset, 2015
- La mémoire d'Hélène (mémoires), Hélène Elek, Babelio, 1977

### Cinématographe
- L'armée du crime, film de Robert Guédiguian (2009), avec Grégoire Leprince-Ringuet dans le rôle de Thomas Elek, dit Tommy
- On l’appelait Tommy, documentaire de Philippe Fréling, 2011, 71'